# Deepak Chopra
Deepak Chopra, (Hindi: दीपक चोपड़ा) (Nova Deli, 22 de outubro de 1946) é um médico indiano radicado nos Estados Unidos. É formado em medicina pela Universidade de Nova Deli. É também  escritor e professor de ayurveda, espiritualidade e medicina corpo–mente.

## Biografia
Chopra é especialista em endocrinologia, exerce a profissão desde 1971, e chefiou a equipe do New England Memorial Hospital. Em 1985, fundou a Associação Americana de Medicina Védica. Em 1993 mudou-se para San Diego e abriu o The Chopra Center For Well Being, onde desenvolve os seus próprios programas e cursos para o desenvolvimento pessoal.
Deepak Chopra é autor de mais de 25 livros de auto-ajuda, traduzidos em 35 línguas, tais como "A Cura Quântica", "As Sete Leis Espirituais do Sucesso", "Criando Saúde", incluindo cinco programas para a televisão pública dos EUA e proponente de outras ideias místicas. Sua proposta de auto-ajuda é centrada na afirmação "se compreendermos a nossa verdadeira natureza e soubermos viver em harmonia com as leis naturais, a sensação de bem-estar, de entusiasmo pela vida e a abundância material surgirão facilmente".
O Prémio IgNobel do Ano de 1998, de Física foi concedido a Deepak Chopra no The Chopra Center for Well Being, em La Jolla, Califórnia, por sua interpretação única de física quântica em aplicações para a vida, liberdade, e a busca pela felicidade econômica.
Em 1999 a revista Time incluía-o na sua lista das 100 personalidades do século, chamando-lhe "poeta e profeta das medicinas alternativas".
Chopra defende que a ciência e a medicina deveriam tratar certos problemas – tais como doenças, em uma abordagem mais holística ao invés de adotarem uma visão puramente reducionista, onde o foco é maior nos tratamentos pontuais dos sintomas e no estudo isolado dos agentes etiológicos causadores das enfermidades, ao passo que o histórico de vida, as emoções e o estado psicológico do paciente no geral são geralmente considerados como fatores menos influentes nas causas da doença. 
As idéias que Chopra promove têm sido regularmente criticadas por profissionais médicos e científicos como pseudociência. O filósofo Robert Carroll escreve que Chopra, para justificar seus ensinamentos, tenta integrar Ayurveda e mecânica quântica. Chopra diz que o que ele chama de "cura quântica" cura qualquer tipo de doença, incluindo câncer, por meio de efeitos que ele afirma serem literalmente baseados nos mesmos princípios que a mecânica quântica. Isso levou os físicos a se oporem ao uso do termo "quântico" em referência a condições médicas e ao corpo humano. O biólogo evolucionista Richard Dawkins disse que Chopra usa um jargão quântico como mágica para que tudo soe plausível. Os tratamentos de Chopra geralmente provocam nada além de uma resposta placebo e atraíram críticas de que tais alegações injustificadas possam suscitar "falsas esperanças" e fazer com pessoas doentes deixem de procurar tratamentos médicos legítimos.